# السياسة الخارجية لإدارة ثيودور روزفلت

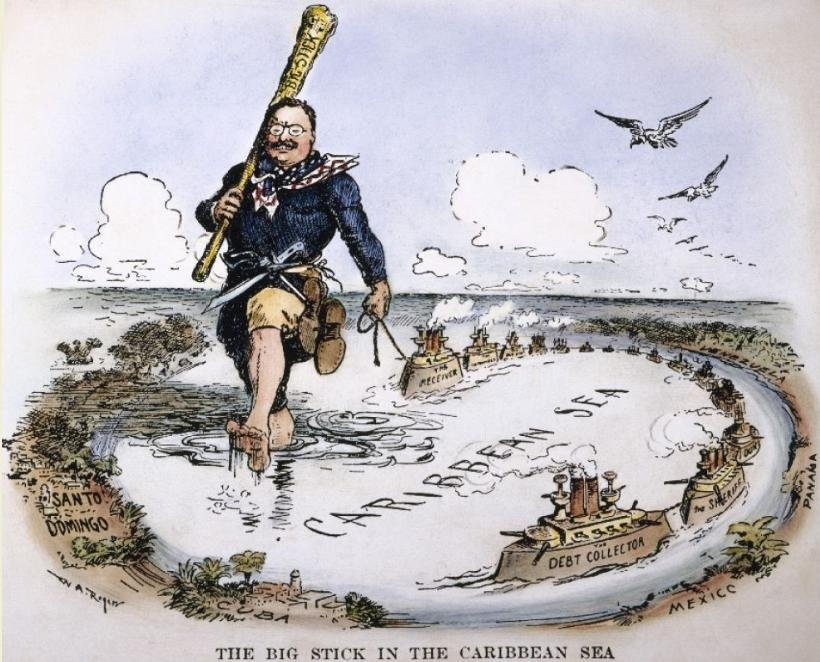
روزفلت حاملا العصا الغليظة للسيطرة على منطقة الكاريبي. كاريكاتير من 1904 بريشة وليام ألين روجرز.

تغطي السياسة الخارجية لإدارة ثيودور روزفلت (بالإنجليزية: Foreign policy of the Theodore Roosevelt administration) السياسة الخارجية الأمريكية من عام 1901 حتى عام 1909، إلى جانب الاهتمام بالقضايا الدبلوماسية والعسكرية الرئيسية ومواضيع أخرى مثل تقييد الهجرة والسياسة التجارية. في السياسة الخارجية، تمحور الاهتمام على أمريكا الوسطى إذ تم البدء بالعمل على إنشاء قناة بنما. قام روزفلت بتجميع القوات البرية وضم أعداد كبيرة للقوات البحرية. أرسل الأسطول الأبيض العظيم في جولة حول العالم لاستعراض القوة البحرية الأمريكية. كان روزفلت مصممًا على مواصلة توسيع نفوذ الولايات المتحدة الذي بدأ في عهد الرئيس ويليام ماكينلي (1897-1901). أسّس روزفلت التقارب العظيم لتوطيد العلاقات الأمريكية البريطانية. أصدر تعديل روزفلت كولولاري، الذي أعلن من خلاله أن الولايات المتحدة ستتدخل في الشؤون المالية لبلدان منطقة البحر الكاريبي وأمريكا الوسطى غير المستقرة من أجل منع التدخل الأوروبي المباشر. كنتيجة جزئية لهذا التعديل، ستشارك الولايات المتحدة في سلسلة من التدخلات في أمريكا اللاتينية المعروفة باسم حروب الموز. بعد أن رفضت كولومبيا معاهدة منح الولايات المتحدة عقد إيجار عبر برزخ بنما، أيَّد روزفلت قرار انفصال بنما. وقّع بعد ذلك معاهدة مع بنما لإنشاء منطقة قناة بنما. تم الانتهاء من قناة بنما في عام 1914، ما قلّل بشكل كبير من وقت النقل بين المحيط الأطلسي والمحيط الهادئ. تمت الإشادة على نطاق واسع بأفعال روزفلت التي حظيت بتغطية إعلامية جيدة.
كانت سياسة الباب المفتوح أولوية لوزير الخارجية جون هاي تجاه سلالة تشينغ الحاكمة في الصين إذ سعى إلى الحفاظ على التجارة المفتوحة والفرص التجارية المتكافئة في الصين لجميع البلدان. من الناحية العملية، أبدت بريطانيا موافقتها لكن إمبراطورية اليابان والإمبراطورية الروسية أبقتا مناطقهما مغلقة تمامًا. بلغ عدد سكان الصين آنذاك خمسة أضعاف عدد سكان الولايات المتحدة، لكن باستثناء نطاق الموانئ التي تضمنتها المعاهدة (التي يسيطر عليها الأوروبيون)، كانت المنطقة تعاني من الفقر المُدقع. لم تفلح المخططات الأمريكية لبناء السكك الحديدية بأي نتيجة؛ ذلك أن المنتج الأمريكي الوحيد الذي اشتراه الصينيون هو الكيروسين من شركة ستاندرد أويل لإشعال مصابيحهم.
أُعجِب روزفلت باليابان لكن الرأي العام الأمريكي أصبح عدائيًا تجاه البلد بشكل متزايد. أوضح روزفلت لطوكيو أن واشنطن تحترم سيطرة اليابان على كوريا بعد الاحتلال. توصّل نهايةً إلى اتفاقية السّادة لعام 1907، ما أنهى الهجرة اليابانية فعليًا على أمل تهدئة مشاعر العداء.
سعى روزفلت إلى التوسط في النزاعات الأخرى والتحكيم فيها، في عام 1906 ساعد في حل الأزمة المغربية الأولى من خلال حضور مؤتمر الجزيرة الخضراء. بسبب جهوده النشطة والناجحة للتوسط في نهاية الحرب الروسية اليابانية، حصل روزفلت على جائزة نوبل للسلام عام 1906.

## الخلفية
اغتيل ماكينلي في سبتمبر عام 1901 وخلفه نائب الرئيس ثيودور روزفلت. كان أهم الرجال الخمسة الرئيسيين الذين أعادت أفكارهم وطاقاتهم تشكيل السياسة الخارجية الأمريكية ككل: جون هاي (1838-1905)؛ هنري كابوت لودج (1850-1924)؛ ألفريد ثاير ماهان (1840-1914)؛ إليهو روت (1845-1937).

### المعتقدات
في التحليل الذي أجراه هنري كيسنجر، كان ثيودور روزفلت أول رئيس يطور المبدأ التوجيهي القائل بأنه من واجب أمريكا أن تجعل قوتها الهائلة ونفوذها المحتمل محسوسين على مستوى العالم. رفض أيضًا فكرة أن تكون أمريكا أنموذجًا سلبيًا عن «المدن فوق التل» يمكن للآخرين أن يتطلعوا إليه. تبع روزفلت، المتدرب في علم الأحياء، نظرية الداروينية الاجتماعية فهو يؤمن ببقاء الأصلح. صرّح روزفلت بأن العالم الدولي هو عالم من العنف والصراع. تمتلك الولايات المتحدة كل الإمكانات الاقتصادية والجغرافية لتكون أصلح دولة في العالم. ومن واجب الولايات المتحدة أن تتصرف بحزم. على سبيل المثال، من حيث مبدأ مونرو، كان على أمريكا منع التوغلات الأوروبية في نصف الكرة الغربي. لكن الأوروربيون لم يتوقفوا حتى عبر عن ذلك من خلال التعديل الذي أجراه على مبدأ مونرو: كان على الولايات المتحدة أن تكون شرطي المنطقة لأنه كان لا بد من السيطرة على الدول الصغيرة الفاسدة الجامحة، وإذا لم تفعل الولايات المتحدة ذلك، فإن القوى الأوروبية ستتدخل في الواقع وتطور قاعدة قواتها الخاصة في نصف الكرة الأرضية بما يتعارض مع مبدأ مونرو.

كان روزفلت واقعيًا ومحافظًا. أعرب عن أسفه للعديد من الموضوعات الليبرالية المثالية ذات الشعبية المتزايدة، مثل التي روّج لها وليام جيننغز بريان والمناهضون للإمبرياليين وودرو ويلسون. يقول كيسنجر بأنه قد رفض فعالية القانون الدولي. جادل روزفلت أيضًا بأنه في حال لم يتمكن أي بلد ما من حماية مصالحه الخاصة، فلن يتمكن المجتمع الدولي من تقديم المساعدة. سخر أيضًا من مقترحات نزع السلاح التي أصبحت شائعة بشكل متزايد. لم ير أي احتمال لقوة دولية قادرة على التحقق من المخالفات على نطاق واسع. أما بالنسبة للحكومة العالمية:
إنني أعتبر موقف ويلسون-بريان المتمثل في الثقة في معاهدات السلام الرائعة والوعود المستحيلة لجميع أنواع القصاصات الورقية دون أي دعم في القوة الفعالة، أمرًا بغيضًا. من الأفضل لأي لأمة في العالم أن تمتلك تقليد فريدريك العظيم وبسمارك فيما يتعلق بالسياسة الخارجية بدلًا من اتخاذ موقف بريان أو ويلسون-بريان كموقف وطني دائم.... إن النزاهة غير الفعالة وغير المدعمة بالقوة... تُعتبر فاسدة وأكثر خطورة من القوة غير الفعالة لوحدها.
على الجانب الإيجابي، فضّل روزفلت مناطق النفوذ، حيث تسود قوة عظمى واحدة بشكل عام مثل الولايات المتحدة في نصف الكرة الغربي أو بريطانيا العظمى في شبه القارة الهندية. إذ أن اليابان تناسب هذا الدور وأيّد روزفلت ذلك. ومع ذلك، لم يثق تمامًا في كل من ألمانيا وروسيا.